# Rolandiella
Rolandiella is een geslacht van weekdieren uit de klasse van de Gastropoda (slakken).

## Soorten
- Rolandiella scotti (B. A. Marshall & K. W. Burch, 2000)
- Rolandiella umbilicata (Tenison-Woods, 1876)